# Curbigny
Curbigny ist eine französische Gemeinde mit 306 Einwohnern (Stand 1. Januar 2022) im Département Saône-et-Loire in der Region Bourgogne-Franche-Comté. Sie gehört zum Arrondissement Charolles und zum Gemeindeverband Communauté de communes Brionnais Sud Bourgogne. Die Bewohner werden Curbignois und Curbignoises genannt.

## Geografie
Curbigny liegt im Brionnais auf einer mittleren Höhe von 416 m über dem Meeresspiegel. Das Gemeindegebiet hat eine Fläche von 9,64 Quadratkilometern. Curbigny liegt 74 Kilometer nordwestlich von Lyon und 36 Kilometer nordöstlich von Roanne.
Umgeben wird Curbigny von den sechs Nachbargemeinden:
| Saint-Symphorien-des-Bois | Colombier-en-Brionnais                      |                   |
|                           | Kompassrose, die auf Nachbargemeinden zeigt | Gibles            |
| Baudemont                 | La Clayette                                 | Varennes-sous-Dun |

## Geschichte
Charles I. de Blanchefort, marquis de Créquy (um 1575 bis 1638) ließ um 1620 im Weiler La Bazolle ein Schloss bauen. Es blieb im Besitz der Familie bis 1748. Dann kaufte Comte Gilbert de Drée das Schloss. 1769 wurde er zum Marquis erhoben und La Bazolle wurde nach seinem Namen in Drée umbenannt. Der Marquis de Drée und der Seigneur von La Clayette teilten sich das Recht auf seigneuriale Justiz.
1793 hatte Curbigny 360 Einwohner und erhielt im Zuge der Französischen Revolution (1789–1799) den Status einer Gemeinde. 1801 erhielt es das Recht auf kommunale Selbstverwaltung.

## Kultur und Sehenswürdigkeiten
Das Schloss Drée wurde im 17. Jahrhundert erbaut. 1837 erwarb die Comtesse Tournon-Simiane das Schloss. Ihre Nachkommen, die Prinzen von Croÿ besaßen das Schloss bis 1993. 1959 wurden Teile der Schlossanlage in das Zusatzverzeichnis der Monuments historiques (‚historische Denkmale‘) eingetragen, dabei handelt es sich um die Fassaden und das Dach des Schlosses, der Nebengebäude und der zwei achteckigen Pavillons, die am Eingang des Parks stehen. Das Schloss befindet sich heute im Besitz eines Vereins, der sich um die Restauration kümmert und Führungen veranstaltet. Das Schloss und sein Park kann während der Sommermonate besichtigt werden.

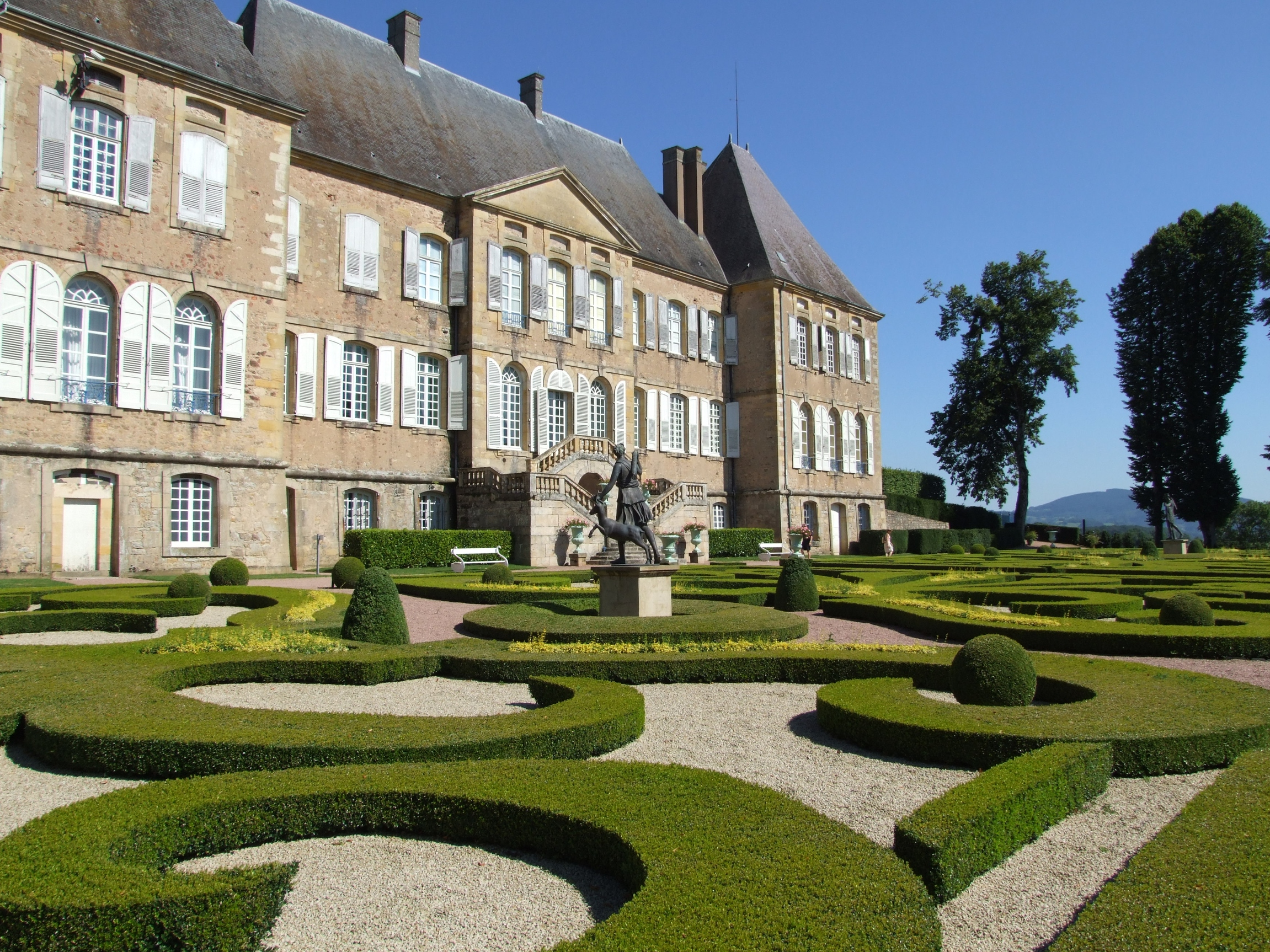
Schloss Drée

Das Schloss La Clayette befindet sich teilweise auf dem Gemeindegebiet von Curbigny. Es war ursprünglich eine Burg aus dem 15. Jahrhundert, die 1830 zu einem Schloss umgebaut wurde. Es ist teilweise als Monument historique klassifiziert, teilweise in das Zusatzverzeichnis der Monuments historiques eingetragen. Schloss, Park und Weiher sind außerdem als Site classée (‚Naturdenkmal‘) eingestuft. Es gehört ebenfalls einem privaten Verein.

Das Dach der romanischen Pfarrkirche Saint-Pierre-aux-Liens (‚St. Peter in Ketten‘) wurde im Jahr 2011 renoviert.